# UCI ProTour 2006
De UCI ProTour 2006 was de tweede editie van de UCI ProTour waarin alle belangrijke klassiekers en rittenkoersen gebundeld werden. Op de kalender stonden dezelfde 27 koersen als het jaar ervoor.
Opnieuw maakten twintig ploegen deel uit van de ProTour, die ploegen waren daarmee voor alle koersen startgerechtigd. Domina Vacanze en Fassa Bortolo stopten na 2005 met de sponsoring van een wielerploeg, zij werden in de ProTour vervangen door AG2R Prévoyance en Team Milram.

## Wedstrijden
*Deelname aan het wereldkampioenschap geschiedt in landenteams, daarom zijn de ProTour-regels voor deelname niet van kracht. Er kunnen echter wel punten voor het ProTour-klassement mee verdiend worden.

## ProTour-ploegen 2006
De afkortingen voor de ploegen worden onder meer gebruikt in wedstrijduitslagen.
De meeste ploegen hebben allemaal een licentie tot 2008 gekregen, onder bepaalde voorwaarden. Ook hebben alle ploegen een dopingcharter moeten ondertekenen, waarin staat dat op doping betrapte renners worden ontslagen en geen plaats meer kunnen krijgen in een ander ProTour-team. Overigens zijn de licenties niet verleend aan de sponsoren, maar aan de stichtingen achter de ploegen. Het is dus zeer goed mogelijk dat ploegen gedurende hun licentie van sponsor en dus van naam veranderen.